# Premis Oscar de 1940
Els Premis Oscar de 1940 (en anglès: 13th Academy Awards) foren presentats el 27 de febrer de 1941 en una cerimònia realitzada al Biltmore Hotel de Los Angeles. La cerimònia presentada per Bob Hope.

## Curiositats
En aquesta edició s'inicià la tradició de mostrar el nom del guanyador dins d'un sobre tancat, i la categoria de millor guió se separà entre millor guió original i millor guió adaptat, així com entre millor direcció artística en Blanc i Negre i en Color.
El productor David O. Selznick, que l'any anterior havia aconseguit guanyar el premi a la millor pel·lícula per Allò que el vent s'endugué, aquest any produí la pel·lícula Rebecca, que aconseguí endur-se també el premi. Amb aquesta victòria es convertí en el primer productor a rebre dos anys aquest premi. Rebecca, dirigida per Alfred Hitchcock aconseguí el premi a millor pel·lícula i millor fotografia, i fou l'última pel·lícula en aconseguir el màxim guardó sense rebre un premi a director, actors o guió.
Pinotxo es convertí en la primera pel·lícula d'animació en rebre un Oscar competitiu, en aquesta edició en les categoria de millor Banda Sonora i millor cançó.
El lladre de Bagdad fou la gran guanyadora de la nit amb tres premis, sent la primera vegada que la pel·lícula amb més guardons no fou nominada a millor pel·lícula.
La victòria de Walter Brennan en la categoria de millor actor secundari per El foraster el convertí en el primer actor a aconseguir tres guardons, un fet que únicament han repetit Jack Nicholson i Daniel Day-Lewis.

## Premis
| Millor pel·lícula | Millor director |
| --- | --- |
| - Rebecca - All This, and Heaven Too - Enviat especial - El raïm de la ira - The Great Dictator - Miratge d'amor - La carta - El retorn a casa - El nostre poble - The Philadelphia Story | - John Ford per El raïm de la ira - George Cukor per The Philadelphia Story - Alfred Hitchcock per Rebecca - Sam Wood per Miratge d'amor - William Wyler per La carta |
| Millor actor | Millor actriu |
| - James Stewart per The Philadelphia Story com a Mike Connor - Charlie Chaplin per The Great Dictator com a barber jueu/Adenoid Hynkel - Henry Fonda per El raïm de la ira com a Tom Joad - Raymond Massey per Abe Lincoln a Illinois com a Abraham Lincoln - Laurence Olivier per Rebecca com a Maxim de Winter | - Ginger Rogers per Miratge d'amor com a Kitty Foyle - Bette Davis per La carta com a Leslie Crosbie - Joan Fontaine per Rebecca com a segona esposa de Winter - Katharine Hepburn per The Philadelphia Story com a Tracy Samantha Lord - Martha Scott per El nostre poble com a Emily Webb |
| Millor actor secundari | Millor actriu secundària |
| - Walter Brennan per El foraster com a Jutge Roy Bean - Albert Bassermann per Enviat especial com a Van Meer - William Gargan per Sabien què volien com a Joe - Jack Oakie per The Great Dictator com a Benzino Napaloni - James Stephenson per La carta com a Howard Joyce | - Jane Darwell per El raïm de la ira com a Ma Joad - Judith Anderson per Rebecca com a Mrs. Danvers - Ruth Hussey per The Philadelphia Story com a Elizabeth Imbrie - Barbara O'Neil per All This, and Heaven Too com a Françoise, duquessa de Praslin - Marjorie Rambeau per Camí de roses com a Mamie Adams |
| Millor guió original | Millor guió adaptat |
| - Preston Sturges per El gran McGinty - Charles Bennett i Joan Harrison per Enviat especial - Norman Burnside, Heinz Herald i John Huston per Dr. Ehrlich's Magic Bullet - Charlie Chaplin per The Great Dictator - Ben Hecht per Àngels damunt Broadway | - Donald Ogden Stewart per The Philadelphia Story (sobre obra teatre de Philip Barry) - Dalton Trumbo per Miratge d'amor (sobre hist. de Christopher Morley) - Robert E. Sherwood i Joan Harrison per Rebecca (sobre hist. de Daphne du Maurier) - Nunnally Johnson per El raïm de la ira (sobre hist. de John Steinbeck) - Dudley Nichols per El retorn a casa (sobre diverses obres teatre d'Eugene O'Neill) |
| Millor història | Millor banda sonora - Adaptació |
| - Benjamin Glazer i John S. Toldy per Aixeca't, amor meu - Hugo Butler i Dore Schary per Edison, the Man - Stuart N. Lake per El foraster - Leo McCarey, Samuel Spewack i Bella Spewack per La meva dona favorita - Walter Reisch per Comarada X | - Alfred Newman per Tin Pan Alley - Anthony Collins per Irene - Aaron Copland per El nostre poble - Cy Feuer per Hit Parade of 1941 - Erich Wolfgang Korngold per El falcó del mar - Charles Previn per Spring Parade - Artie Shaw per Second Chorus - Georgie Stoll i Roger Edens per Strike Up the Band - Victor Young per Aixeca't, amor meu |
| Millor banda sonora | Millor cançó original |
| - Leigh Harline, Paul J. Smith i Ned Washington per Pinotxo - Aaron Copland per El nostre poble - Louis Gruenberg per The Fight for Life - Richard Hageman per The Howards of Virginia - Richard Hageman per El retorn a casa - Werner Heymann per One Million B.C. - Alfred Newman per The Mark of Zorro - Miklos Rozsa per El lladre de Bagdad - Frank Skinner per The House of the Seven Gables - Max Steiner per La carta - Herbert Stothart per Waterloo Bridge - Franz Waxman per Rebecca - Roy Webb per La meva dona favorita - Meredith Willson per The Great Dictator - Victor Young per Arizona - Victor Young per Dark Command - Victor Young per North West Mounted Police | - Leigh Harline (música); Ned Washington (lletra) per Pinotxo ("When You Wish upon a Star") - Harry Warren (música); Mack Gordon (lletra) per Down Argentine Way ("Down Argentine Way") - Jimmy McHugh (música); Johnny Mercer (lletra) per You'll Find Out ("I'd Know You Anywhere") - Chet Forrest i Robert Wright (música i lletra) per Music in My Heart ("It's a Blue World") - Artie Shaw (música); Johnny Mercer (lletra) per Second Chorus ("Love of My Life") - James V. Monaco (música); John Burke (lletra) per Rhythm on the River ("Only Forever") - Roger Edens i Arthur Freed (música i lletra) per Strike Up the Band ("Our Love Affair") - Robert Stolz (música); Gus Kahn (lletra) per Spring Parade ("Waltzing in the Clouds") - Jule Styne (música); Walter Bullock (lletra) per Hit Parade of 1941 ("Who Am I?") |
| Millor direcció artística - Blanc i Negre | Millor direcció artística - Color |
| - Cedric Gibbons i Paul Groesse per Pride and Prejudice - Lionel Banks i Robert Peterson per Arizona - James Basevi per El foraster - Richard Day i Joseph C. Wright per Lillian Russell - Hans Dreier i Robert Usher per Aixeca't, amor meu - John DuCasse Schulze per Fill meu! - Alexander Golitzen per Enviat especial - Anton Grot per El falcó del mar - John Victor Mackay per Dark Command - John Otterson per The Boys From Syracuse - Van Nest Polglase i Mark-Lee Kirk per La meva dona favorita - Lewis J. Rachmil per El nostre poble - Lyle Wheeler per Rebecca - Sis Hopkins                                                                                            | - Vincent Korda per El lladre de Bagdad - Richard Day i Joseph C. Wright per Down Argentine Way - Hans Dreier i Roland Anderson per North West Mounted Police - Cedric Gibbons i John S. Detlie per Bitter Sweet |
| Millor fotografia - Blanc i Negre | Millor fotografia - Color |
| - George Barnes per Rebecca - Gaetano Gaudio per La carta - Ernest Haller per All This, and Heaven Too - James Wong Howe per Abe Lincoln in Illinois - Charles B. Lang, Jr. per Aixeca't, amor meu - Rudolph Maté per Enviat especial - Harold Rosson per Boom Town - Joseph Ruttenberg per Waterloo Bridge - Gregg Toland per El retorn a casa - Joseph Valentine per Spring Parade | - Georges Perinal per El lladre de Bagdad - Oliver T. Marsh i Allen Davey per Bitter Sweet - Arthur C. Miller i Ray Rennahan per The Blue Bird - Victor Milner i W. Howard Greene per North West Mounted Police - Leon Shamroy i Ray Rennahan per Down Argentine Way - Sidney Wagner i William V. Skall per El pas del nord-oest |
| Millor muntatge | Millor so |
| - Anne Bauchens per North West Mounted Police - Hal C. Kern per Rebecca - Warren Low per La carta - Robert L. Simpson per El raïm de la ira - Sherman Todd per El retorn a casa | - Douglas Shearer per Strike Up the Band - John Livadary per Too Many Husbands - Jack Whitney per The Howards of Virginia - Elmer A. Raguse per Captain Caution - Loren L. Ryder per North West Mounted Police - Charles L. Lootens per Behind the News - John Aalberg per Miratge d'amor - Thomas T. Moulton per El nostre poble - E. H. Hansen per El raïm de la ira - Bernard B. Brown per Spring Parade - Nathan Levinson per El falcó del mar |
| Millor curtmetratge d'animació | Millors efectes especials |
| - The Milky Way de MGM - Puss Gets the Boot de MGM - A Wild Hare de Leon Schlesinger i Warner Bros. | - Lawrence W. Butler (fotogràfics) i Jack Whitney (so) per El lladre de Bagdad - Jack Cosgrove (fotogràfics) i Arthur Johns (so) per Rebecca - Paul Eagler (fotogràfics) i Thomas T. Moulton (so) per Enviat especial - Farciot Edouart, Gordon Jennings (fotogràfics) i Loren Ryder (so) per Dr. Cyclops - Farciot Edouart, Gordon Jennings (fotogràfics) i Loren Ryder (so) per Typhoon - John P. Fulton (fotogràfics), Bernard B. Brown i Joe Lapis (so) per The Boys from Syracuse - John P. Fulton (fotogràfics), Bernard B. Brown i William Hedgcock (so) per The Invisible Man Returns - A. Arnold Gillespie (fotogràfics) i Douglas Shearer (so) per Boom Town - Byron Haskin (fotogràfics) i Nathan Levinson (so) per El falcó del mar - R. T. Layton, Ray Binger (fotogràfics) i Thomas T. Moulton (so) per El retorn a casa - Howard J. Lydecker, William Bradford, Ellis J. Thackery (fotogràfics) i Herbert Norsch (so) per Women in War - Roy Seawright (fotogràfics) i Elmer A. Raguse (so) per One Million B.C. - Fred Sersen (fotogràfics) i Edmund H. Hansen (so) per The Blue Bird - Vernon L. Walker (fotogràfics) i John O. Aalberg (so) per Swiss Family Robinson |
| Millor curtmetratge, un carret | Millor curtmetratge, dos carrets |
| - Quicker'n a Wink de Pete Smith i MGM - London Can Take It! de Warner Bros. - More About Nostradamus'' de MGM - Siege de RKO Radio | - Teddy, the Rough Rider de Warner Bros. - Eyes of the Navy de MGM - Service with the Colors de Warner Bros. |

## Oscar Honorífic
- Bob Hope - en reconeixement dels seus serveis desinteressats a la Indústria del cinema. [placa d'argent especial]
- Nathan Levinson - pel seu servei excepcional a la indústria i a l'exèrcit dels Estats Units durant els nou anys passats, que ha fet possible la mobilització eficient de les instal·lacions de la indústria del cinema per a la formació de l'exèrcit. [estatueta]

## Múltiples nominacions i premis
| Les següents pel·lícules van rebre diverses nominacions: - 11 nominacions: Rebecca - 7 nominacions: El raïm de la ira i La carta - 6 nominacions: Enviat especial, El retorn a casa, El nostre poble i The Philadelphia Story - 5 nominacions: The Great Dictator, Miratge d'amor i North West Mounted Police - 4 nominacions: Aixeca't, amor meu, El falcó del mar, Spring Parade, El lladre de Bagdad - 3 nominacions: All This, and Heaven Too, Down Argentine Way, La meva dona favorita, Strike Up the Band, El foraster - 2 nominacions: Abe Lincoln in Illinois, Arizona, Bitter Sweet, The Blue Bird, Boom Town, The Boys From Syracuse, The Dark Command, Hit Parade of 1941, The Howards of Virginia, One Million B.C., Pinotxo, Second Chorus, Waterloo Bridge | Les següents pel·lícules van rebre més d'un premi: - 3 premis: El lladre de Bagdad - 2 premis: El raïm de la ira, The Philadelphia Story, Pinotxo i Rebecca |